# Batagur borneoensis
Batagur borneoensis är en sköldpaddsart som beskrevs av Hermann Schlegel och Salomon Müller 1844. Arten ingår i släktet Batagur och familjen Geoemydidae. Inga underarter finns listade.

## Utseende
Honor är med en längd lite över 60 cm tydlig större än hanar som blir 30 till 40 cm långa. Sköldens färg på ovansidan är mycket variabel och beroende på individens kön och årstid. Hos hanar har skölden en grön eller brungrå grundfärg. Dessutom förekommer ofta tre svarta strimmor. Huden på huvudet har en svart eller grå färg med en ljusorange strimma mellan ögonen och nosen. Hos honor är sköldens ovansida däremot ljusbrun och svarta strimmor är typiska för yngre exemplar. Skölden på buken är hos hanar och honor gulaktig till krämfärgad. Honornas huvud kännetecknas av en brun färg.
Före parningstiden blir honans huvud rödaktig. Under samma tid blir hanens övre sköld ljusgrå till krämfärgad. Samtidig bytas hanens hudfärg på huvudet till vit och den ljusorange strimman blir tydlig röd.

## Utbredning och habitat
Batagur borneoensis lever i södra Thailand, västra Malaysia och på de indonesiska öarna Sumatra och Borneo.
Ungdjuren lever i sötvattensområden i anslutning till floder. De vuxna djuren lever i flodmynningar. Äggen läggs ofta på stränder.

## Ekologi
Batagur borneoensis äter främst växtdelar som gröna delar av vattenväxter, frukter som hamnade på marken och blad. En mindre del av födan utgörs av maskar, kräftdjur, blötdjur och fiskar.
På Malackahalvöns östra sida sker parningen mellan juni och augusti medan den äger rum mellan oktober och februari på västra sidan. Under denna tid kan honor lägga ägg 2 till 3 gångar och per tillfälle läggs 10 till 25 ägg. Äggen göms i en jordhåla som är cirka 30 cm djup och som sedan fylls med sand. Platsen för äggläggningen delas ibland med andra sköldpaddor som havslädersköldpadda eller grön havssköldpadda. Äggen kläcks efter 70 till 90 dagar. De nykläckta ungarna vandrar upp till 3km till närmaste flodmynning. Exemplar som hölls i fångenskap var efter 6 till 8 år könsmogna.